# SciDAVis
SciDAVis — свободное бесплатное программное обеспечение для анализа научных данных, их визуализации и подготовки к печати, распространяемое под лицензией GNU GPL
SciDAVis сочетает простой в освоении и интуитивно понятный интерфейс с обширными возможностями, такими, как возможность написания скриптов и создания собственных модулей. SciDAVis может работать в ОС Linux, Microsoft Windows и Mac OS X, и возможно также других (например ОС семейства BSD, хотя это и не тестировалось).

## Особенности
SciDAVis может строить различные типы 2D и 3D-графиков (линейные графики, точечные графики, трёхмерные гистограммы, объёмные круговые гистограммы, трёхмерные поверхности) на основе данных, импортированных из ASCII файлов, введённых вручную или вычисленных по формулам.
Данные содержатся в отдельных таблицах (англ. spreadsheets), содержащих данные в столбцах (значения по осям X и Y при построении 2D-графиков) или в виде матриц (при построении 3D-графиков). Таблицы, графики и сопутствующие примечания собираются в проекты и могут быть организованы с использованием каталогов.
Встроенные средства анализа SciDAVis включают в себя построчную/постолбцовую статистику таблиц, свёртку/обратную свёртку, быстрый фурье-анализ и основанные на быстром фурье-анализе фильтры данных. Аппроксимация данных может производиться как с помощью функций, заданными пользователем, так и с помощью встроенного набора линейных и нелинейных функций аппроксимации, включая мультипиковую аппроксимацию (англ. multi-peak fitting) с использованием библиотеки GNU Scientific Library.
Графики могут быть сохранены в нескольких растровых графических форматах файлов, а также в форматах PDF, EPS или SVG. Поддерживается встроенное вычисление математических выражений и имеется опциональный скриптовый интерфейс для языка Python. Графический интерфейс пользователя создан с использованием библиотеки Qt.

## История версий
- июнь 2007 — Проект SciDAVis был основан разработчиками проекта QtiPlot как форк с целью изменения архитектуры и структуры проекта.
- 5 августа 2007 — Release 0.1.0
- 21 декабря 2007 — Release 0.1.1
- 3 февраля 2008 — Release 0.1.2
- 19 апреля 2008 — Release 0.1.3
- 10 февраля 2009 — Release 0.1.4
- 14 февраля 2009 — Release 0.2.0
- 9 марта 2009 — Release 0.2.1
- 20 апреля 2009 — Release 0.2.2
- 12 июля 2009 — Release 0.2.3
- 12 марта 2010 — Release 0.2.4
- 27 декабря 2013 — Release 1.D1
- 25 января 2014 — Release 1.D4
- 15 февраля 2014 — Release 1.D5
- 23 июля 2014 — Release 1.D8
- 24 ноября 2015 — Release 1.D9
- 5 июня 2016 — Release 1.D13